# Elaeocarpus cassinoides
Elaeocarpus cassinoides är en tvåhjärtbladig växtart som beskrevs av Asa Gray. Elaeocarpus cassinoides ingår i släktet Elaeocarpus och familjen Elaeocarpaceae. Inga underarter finns listade i Catalogue of Life.